# میکتروسور
میکتروسور (نام علمی: Mycterosaurus) نام یک سرده از شاخه طنابداران است.